# Північний Захід (В'єтнам)

Північний Захід (в'єт. Tây Bắc Bộ, досл. «північний захід», кит.: 西北; піньїнь: Xīběi)  — один із 8 регіонів В'єтнаму, розташований у гірській північно-західній частині країни. Він складається з шести провінцій: Дьєнб'єн, Лайтяу, Лаокай, Шонла, Хоабінь і Єнбай. Його населення становить близько двох з половиною мільйонів, і він не має виходу до моря. 
Його називають Північним Заходом, щоб відрізнити від регіону Північний Схід, які утрьох з Дельтою Червоної річки об'єднують у Північний В'єтнам

## Географія
Географічний простір Північно-Західного регіону може бути визначений по-різному. Його можна розглядати як південна частина (правий берег) річки Червона або як південний регіон гірського хребта Хоангльєншон (в'єт. dãy núi Hoàng Liên Sơn). Географ Ле Ба Тхао (в'єт. Lê Bá Thảo) вважає, що північно-західний регіон обмежений на сході — гірським хребтом Хоангльєншон, а на заході — хребтом Сонгма.

### Особливості рельєфу
Рельєф Північного заходу високий і глибоко розсічений, з високими скелястими гірськими хребтами, що простягаються в  північного заходу на південний схід. Хребет Хоангльєншон простягається на 180 км в довжину, до 30 км в ширину; деякі вершини мають висоту від 2800 до 3000 метрів. Гірський хребет Сонгма має довжину 500 км з вершинами висотою понад 1800 м. Між цими двома хребтами знаходиться низькогірна область басейну річки Да (також відомий як геосинкліналь річки Да). Окрім Да, яка є великою річкою, у Північно-Західному регіоні протікають лише невеликі річки та струмки, включаючи верхів’я річки Ма. У басейні річки Да також є низка вапнякових плато, що простягаються від повіту Фонгтхо (в'єт. Phong Thổ) (Лайтяу) до провінції Тханьхоа — серед них можна виділити плато Тафінь (в'єт. Tà Phình), Моктяу (в'єт. Mộc Châu), Нашан (в'єт. Nà Sản). Є також такі котловини, як Дьєнб'єн (в'єт. Điện Biên), Нгіало (в'єт. Nghĩa Lộ) і Мионгтхань (в'єт. Mường Thanh).

### Геологічна історія
Історія формування Північно-Західного регіону почалася 500 мільйонів років тому і триває досі. На початку ця територія була занурена у море, і лише кілька вершин хребтів Хоангльєншон і Сонгма були над поверхнею моря. Море безперервно відступало, а потім знову затоплювало сушу протягом сотень мільйонів років. Під час цього процесу відбувалися інтенсивні осадові процеси, що сприяло утворенню шарів сланцю та вапняку. Наприкінці палеозойської ери (приблизно 300 мільйонів років тому) були повністю підняті хребти Хоангльєншон і Сонгма. У той час русло річки Да було ще зануреним у воду. До 150 мільйонів років тому орогенез (гороутворення) Індокитаю спричиняв поступове наближення двох країв жолоба, що призводило до того, що осадові відкладення у геосинклінальному жолобі згинався в гігантські складки, і в той же час шар вапняку виникав із старших відкладень шарів сланцю, утворюючи сучасні вапнякові плато. У процесі гороутворення місцями також відбувалася інтрузія магми. В результаті цього Північно-Західний регіон піднявся на висоту до 1000 метрів.

### Сейсмоактивність
Оскільки це геосинкліналь, через високу динамічність земної кори Північний Захід є регіоном із найвищим ризиком землетрусів у В’єтнамі.

## Клімат
Хоча загальний клімат не сильно відрізняється між сусідніми регіонами, він неоднаковий по горизонталі та вертикалі. Гірський хребет Хоангльєншон відіграє роль бар'єру, який у значній мірі перешкоджає проходженню зимового північно-східного вітру («Китайських вітрів») на південні території; на відміну від Північного-Східного регіону, який має систему хребтів, що розширюються у формі віяла, що дозволяє холодним хвилям слідувати за ними до дельти Червоної річки та далі на південь. Тому Північний Захід загалом тепліший за Північний Схід, і різниця може сягати 2–3°C, якщо не враховувати фактор висоти. У гірських районах експозиція схилів відіграє важливу роль у питаннях температури і вологості. На навітряних (східних) схилах випадають рясні опади, тоді як на західних створюються умови для фенів.

## Адміністративний поділ
Північно-Західний регіон включає 6 провінцій з сумарною площею понад 50576 км² (це складає 15,3% від загальної площі країни) з населенням 4.229.543 особи (4,3% від населення країни), в середньому близько 84 осіб/км².
Розподіл населення та площі, оснований на даних Головного управління статистики В’єтнаму на сторінці в’єтнамських провінцій і міст у Вікіпедії:
| № | Провінція | Центр провінції | Міста | Центри комун | Повіти | Площа (км²) | Населення (осіб) | Щільність (км²) | Номерний знак авто | Телефонний код |
| - | --------- | --------------- | ----- | ------------ | ------ | ----------- | ---------------- | --------------- | ------------------ | -------------- |
| 1 | Хоабінь   | Хоабінь         | 1     |              | 9      | 4591        | 868623           | 189             | 28                 | 218            |
| 2 | Шонла     | Шонла           | 1     |              | 11     | 14174       | 1286068          | 91              | 26                 | 212            |
| 3 | Дьєнб'єн  | Дьєнб'єнфу      | 1     | 1            | 8      | 9541        | 623295           | 65              | 27                 | 215            |
| 4 | Лайтяу    | Лайтяу          | 1     |              | 7      | 9112        | 480588           | 53              | 25                 | 213            |
| 5 | Лаокай    | Лаокай          | 1     | 1            | 7      | 6383        | 756083           | 119             | 24                 | 214            |
| 6 | Єнбай     | Єнбай           | 1     | 1            | 7      | 6899        | 838181           | 122             | 21                 | 216            |

Примітка: деякі частини провінцій Футхо розташовані на правому березі Червоної річки, але адміністративно Футхо не входить у Північно-Західний регіон. Іноді провінції Лаокай та Єнбай також відносять не до Північного Заходу, а до Північного Сходу. Однак наразі адміністрація Північно-Західного регіону розташована в місті Єнбай.

## Населення

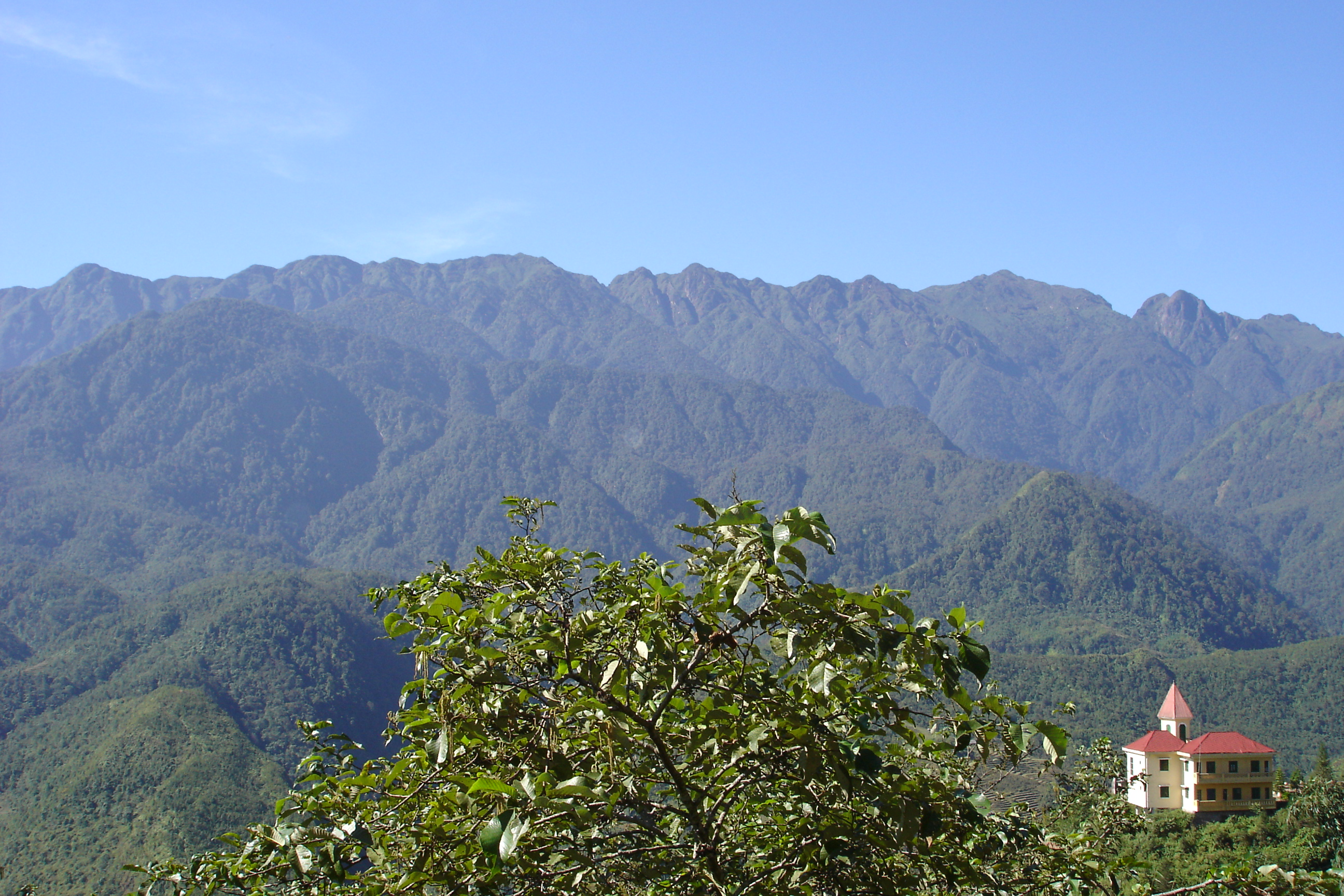
Гірський хребет Хоангльєншон, вид із Шапи

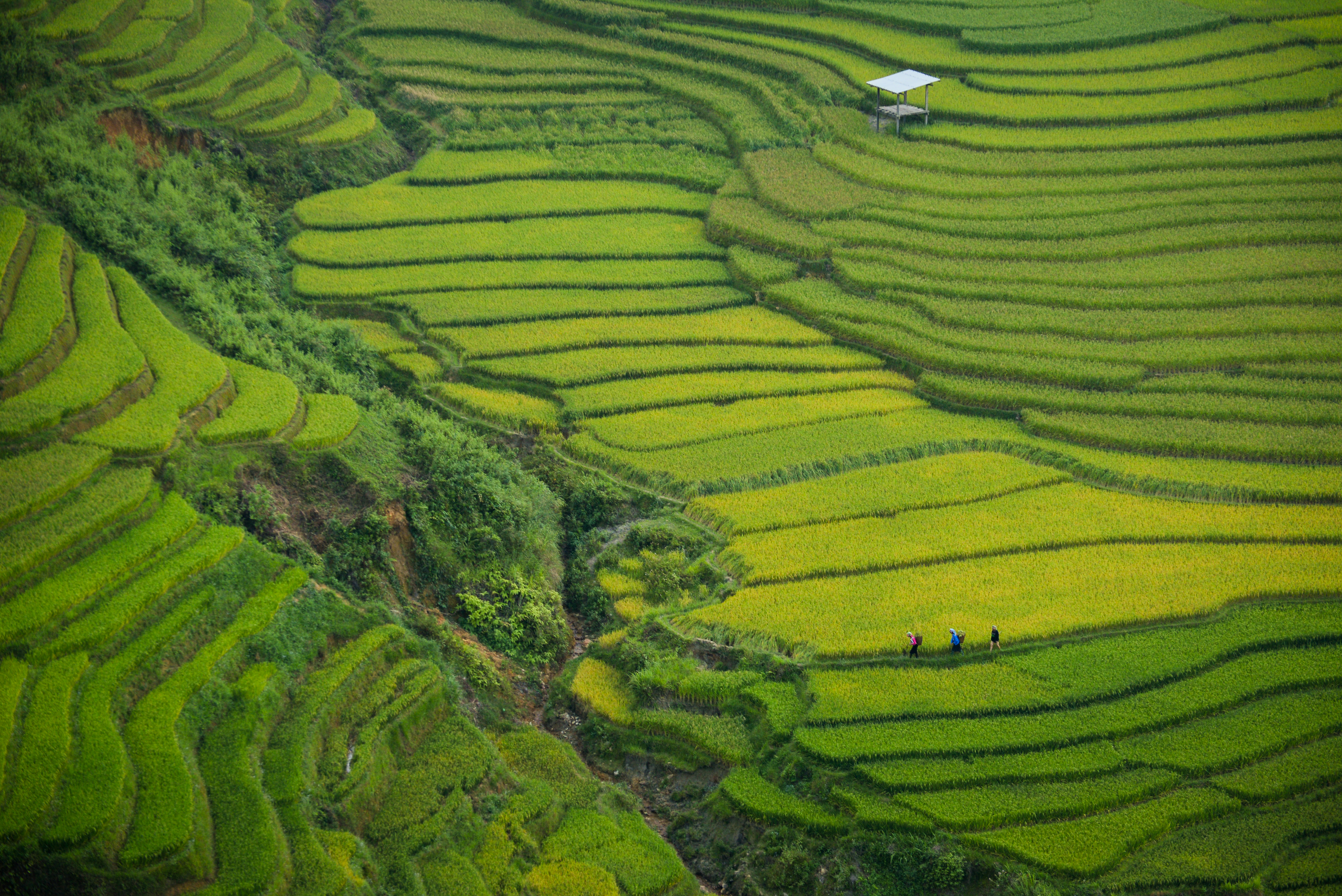
Рисові тераси в Мукангтяй
(Mù Cang Chải) у комуні Каофа (Cao Phạ)

Північно-західний регіон — це культурний простір 
народів тхаї (в'єт. người Thái). Мионги (в'єт. Mường) — етнічна група з найбільшою кількістю населення в регіоні. Крім того, існує близько 20 інших етнічних груп, таких як хмонги, зао, тай (в'єт. Tày), кінь (в'єт. Kinh), нунг (в'єт. Nùng). 
Північний Захід — це регіон з дуже чітким розподілом населення за висотою: нагір'я  є місцем проживання етнічних груп, що належать до монг-дао, тибетської та бірманської мовних груп, що ведуть підсічно-вогневе землеробство та у високій мірі залежать від природи; середня зона (схил гори) - місце проживання етнічних груп, що належать до мон-кхмерської мовної групи, основний вид заняття — вирощування рису, скотарство і деякі ремесла; у долині і передгір'ях проживають етнічні групи, що належать до в'єт-мионгської і тай-кадайської мовних груп, і природні умови більш сприятливі для розвитку сільського господарства та інших галузей промисловості. Різниця в умовах життя і методах праці також породжує величезні культурні відмінності.

## Історія
Велика територія регіону раніше була частиною Сипсонгчаутхай, автономного району Тай-Мео, який був розпущений у 1954 році. Він був перейменований на «Північно-Західний автономний район» (в'єт. Khu Tự trị Tây Bắc) в 1961 році, щоб не виділяти лише дві з багатьох етнічних груп у цій зоні. Автономію було скасовано після возз’єднання В’єтнаму у 1975 році.